# 기타큐 니시테쓰 택시
기타큐 니시테쓰 택시(일본어: 北九西鉄タクシー)는 후쿠오카현 기타큐슈시와 그 중심부 지역을 영업하고 있는 택시 운수사로, 본사는 기타큐슈시 야하타히가시구 쇼와 2초메에 위치하고 있다. 주요 업종은 당연히 택시를 중심으로 사업하고 있다. 그래서 서일본 철도의 완전 자회사이기도 하다. 또한 노선버스 사업도 전개하고 있으며, 2018년에는 후쿠오카시와 기타큐슈 공항을 이어주는 고속버스의 일부 편수의 운행도 개시된 바 있다.

## 주요 영업소
※ 영업소는 현재 존재하게 되는 영업소들만 기재한다.
주오 영업소
- 소재지 : 후쿠오카현 기타큐슈시 야하타히가시구 쇼와 2초메 6-15
- 보유 차량 대수 : 소형 65대, 중형 3대 등 68대 (2019년 3월 31일 기준)
- 대지면적 : 4,073 m2
- 정비 : 본사와 같이 겸용함.

고쿠라 영업소
- 소재지 : 후쿠오카현 기타큐슈시 고쿠라키타구 아오바 1초메 2-32
- 정비 : 니시테쓰 버스 기타큐슈 아오바 자동차 영업소·니시테쓰 관광버스 기타큐슈 지사에 셋방살이 식으로 정비하고 있음.

구로사키 영업소
- 소재지 : 후쿠오카현 기타큐슈시 야하타니시구 다마치 1초메 1-21

## 버스 사업
- 영업부에 버스사업청과를 설치하여 8, 9번 버스를 운행하고 있다.
- 스피나가 일본제철 야하타 제철소 야하타 지구의 종업원 수송용 버스를 운행하고 있다.
- 2018년 7월 1일부로 후쿠키타 리무진 버스(덴진·하카타 역 - 기타큐슈 공항) 노선을 1일 1회 왕복 운행중이다.
- 대절 버스를 마이크로버스로도 이용중이다.

## 같이 보기
- 후쿠오카 니시테쓰 택시
- 니시테쓰 버스 기타큐슈
- 스피나 - 같은 니시테쓰 그룹 소속이지만, 주된 사업보다는 택시 사업을 실시하고 있다.